# التسلسل الزمني للإسلام في القرن 8 م

## القرن الثامن (700–800)
تقدر الفترة من 81 هـ - 180 هـ
- 701 م / 82 هـ: وقعة الزاوية ثم وقعة دير الجماجم وانتصار الحجاج على ابن الأشعث.
- 702 م / 83 هـ: بنى الحجاج مدينة واسط.
- 704 م / 85 هـ: عرّب عبد الله بن عبد الملك الدواوين في مصر. ويلحقه الحجاج ويعرب الدواوين من الفارسي إلى العربية
- 705 م / 86 هـ: وفاة عبد الملك بن مروان وتولي ابنه الوليد الخلافة من بعده.
- 706 م / 87 هـ: بناء الجامع الأموي.[1]
- 707 م / 88 هـ: توسعة المسجد النبوي وإضافة حجر أزواج الرسول إليه.
- 711 م / 92 هـ: استهل طارق بن زياد فتح الأندلس بفتح قرطبة وغرناطة. وبدء محمد بن القاسم بفتح السند
- 713 م / 94 هـ: ضم موسى بن نصير الأندلس إليه إضافة إلى ولاية أفريقية. فهو أول والي للأندلس.
- 714 م / 95 هـ: وفاة الحجاج بن يوسف الثقفي
- 715 م / 96 هـ: وفاة الوليد بن عبد الملك وتولية أخيه سليمان الخلافة.
- 717 م / 98 هـ: حصار القسطنطينية الثاني. وفاة سليمان وتولية عمر بن عبد العزيز الخلافة. منع عمر سب علي بالمنابر. بدء الدعوة العباسية على يد محمد بن علي
- 719 م / 100 هـ: بدء توغل المسلمين في بلاد الغال.
- 720 م / 101 هـ: وفاة عمر بن عبد العزيز وتولية يزيد بن عبد الملك الخلافة من بعده. ثورة يزيد بن المهلب.
- 721 م / 102 هـ: هزيمة المسلمين في معركة تولوز أمام أودو دوق أقطانيا ومقتل السمح بن مالك الخولاني.[2] أول ظهور لدعاة بني العباس في خراسان. تحرير قصر الباهلي[3]
- 723 م / 104 هـ: اكمل الجراح الحكمي حروب الخزر وفتح بلنجر